# Amir al-Fadl
Amir al-Fadl, Amer Al-Fadhel (ur. 21 kwietnia 1988 w Kuwejcie) – kuwejcki piłkarz występujący na pozycji obrońcy. Obecnie jest zawodnikiem Al-Qadisiyah Hawalli.